# DHC Meeuwen
 (décembre 2012).
Si vous disposez d'ouvrages ou d'articles de référence ou si vous connaissez des sites web de qualité traitant du thème abordé ici, merci de compléter l'article en donnant les références utiles à sa vérifiabilité et en les liant à la section « Notes et références ».
Maillots
Le DHC Meeuwen est un club de handball féminin, situé à Meeuwen-Gruitrode. Le club possède une équipe jouant en première division nationale.

## Histoire
Le DHC Meeuwen anciennement DHD Meeuwen fut fondé en 1978. Ce club de handball est le fruit de la séparation de la section féminine avec son homologue masculin du HHV Meeuwen et prit le nom de DHC Meeuwen.

### Historique
- 1978 : Fondation du club.
- 1978-1979 : Le DHD Meeuwen évolue en Promotion Limbourg.
- 1979-1980 : Le DHD Meeuwen évolue en Promotion Limbourg.
- 1980-1981 : Champion de la Promotion Limbourg., le DHD Meeuwen monte en deuxième division nationale.
- 1981-1982 : Le DHD Meeuwne évolue en deuxième division nationale.
- 1982-1983 : Le DHD Meeuwen finit huitième de la deuxième division nationale.
- 1983-1984 : Le DHD Meeuwen finit à la première place, à égalité avec le EV Alost du deuxième division nationale. Puisqu'il ne peut y avoir qu'un seul promu en première division nationale, l'Union Royale Belge de Handball (URBH) décida d'imposer un test match entre les deux équipes et c'est le DHD Meeuwen qui remporta ce match plus qu'important. Le DHD Meeuwen monte en première division nationale.
- 1984-1985 : de la première division nationale.
- 1985-1986 : de la première division nationale.
- 1986-1987 : Le DHD Meeuwen change de nom et devient le DHC Meeuwen, il finit de la première division nationale.
- 1987-1988 : Le DHC Meeuwen finit cinquième de la première division nationale
- 1988-1989 : Le DHC Meeuwen finit troisième du première division nationale. Cette troisième place est synonyme de participation en Coupe EHF.
- 1989-1990 : Le DHC Meeuwen joue son premier match Coupe EHF et doit affronter le club suédois, Poli Sens Stockholm ; le club s'incline 14-24 à domicile et 14-9 à l'extérieur. Le DHC Meeuwen finit troisième du première division nationale et est éliminé en demi-finale de la Coupe de Belgique.
- 1990-1991 : Le DHC Meeuwen finit troisième de la première division nationale.
- 1991-1992 : Le DHC Meeuwen finit troisième de la première division nationale. Cette troisième place est synonyme de participation en Coupe EHF.
- 1992-1993 : En Coupe EHF, le DHC Meeuwen   dut affronter le club Luxembourgeois, HC Standard Luxembourg, le club s'imposa et donc se qualifia pour les huitièmes de finale où il dut affronter le club espagnol de la  Grande Canarie,Vanyera Remudas, le DHC Meeuwen fut éliminé. En première division nationale, le DHC Meeuwen termina troisième.
- 1993-1994 : En coupe EHF, le DHC Meeuwen tomba sur le Lokomotiva Zagreb, un club de l'ex-Yougoslavie. Ce tirage au sort n'a pas été accueilli avec beaucoup d'enthousiasme car il y avait à ce moment une guerre civile qui faisait rage dans l'ex-Yougoslavie. Par conséquent, la EHF décida qu'il n'y aurait pas de Coupe Europe à jouer en Yougoslavie alors le DHC Meeuwen avait du jouer à l'extérieur au Skofije slovène. Le DHC Meeuwen s'inclina 31-13 à l'extérieur et 28-10 à domicile. En première division nationale, le DHC Meeuwen termina troisième, pour la sixième fois d'affilée.
- 1994-1995 : Le DHC Meeuwen remporta son premier titre national, la Coupe de Belgique, en gagnant 18-21 face au tenant du titre, le Fémina Visé. En coupe EHF, le DHC Meeuwen tomba sur le club Polonais,Sosnica Gliwice, le DHC Meeuwen s'inclina 33-14 à l'extérieur et 31-17 à domicile. En division 1, le DHC Meeuwen termine sur une quatrième place.
- 1995-1996 : Grâce à leur titre de Coupe de Belgique, le DHC Meeuwen finit en Coupe de vainqueurs de coupe où il dut affronter le club islandais Fram Reykjavik, qui l’élimina. En division 1, le DHC Meeuwen termine sur une quatrième place.
- 1996-1997 : Le DHC Meeuwen finit troisième du championnat de Belgique.
- 1997-1998 : Le DHC Meeuwen finit quatrième du championnat de Belgique, mais perd la finale de la Coupe de Belgique face au Fémina Visé.
- 1998-1999 : Le DHC Meeuwen finit quatrième  du championnat de Belgique.
- 1999-2000 : Le DHC Meeuwen finit deuxième du championnat de Belgique.
- 2000-2001 : Le DHC Meeuwen remporta  pour la deuxième fois la Coupe de Belgique et le DHC Meeuwen reste en division 1 et c'est cette même année que la handballeuse Irina Pusic fut nommée handballeuse de la saison 2000-2001 par l'Union Royale Belge de Handball (URBH).
- 2001-2002 : Le DHC Meeuwen remporta  pour la troisième fois la Coupe de Belgique et remporta pour la première fois le championnat de Belgique et c'est cette même année que la handballeuse Stefanie Vanwingh fut nommée handballeuse de la saison 2001-2002 par l'Union Royale Belge de Handball (URBH).
- 2002-2003 : Le DHC Meeuwen remporta  pour la deuxième fois le championnat de Belgique mais perdit la finale de la Coupe de Belgique face au Fémina Visé et c'est cette même année que la handballeuse Stefanie Vanwingh fut nommée handballeuse de la saison 2002-2003 par l'Union Royale Belge de Handball (URBH).
- 2004-2005 : Le DHC Meeuwen finit troisième du championnat de Belgique.
- 2005-2006 : Le DHC Meeuwen finit sixième du championnat de Belgique.
- 2006-2007 : Le DHC Meeuwen finit cinquième du championnat de Belgique.
- 2007-2008 : Le DHC Meeuwen finit troisième du championnat de Belgique.
- 2008-2009 : Le DHC Meeuwen finit quatrième de la phase régulière du première division nationale, alors le club se qualifia pour les Play-offs du groupe B où il finit deuxième. Il dut donc disputer un match pour la troisième place qu'il remporta 28-23 face au Initia HC Hasselt.
- 2009-2010 : Le DHC Meeuwen finit cinquième de la phase régulière du première division nationale, le club accéda donc au Play-downs où il finit troisième.
- 2010-2011 : Le DHC Meeuwen finit dernier de la phase régulière de la première division nationale, le club accéda donc au Play-downs où il finit quatrième.
- 2011-2012 : Le DHC Meeuwen finit dernier de la phase régulière de la première division nationale, le club accéda donc au Play-downs où il finit dernier. Il aurait dû être relégué mais aucun club de D2 voulait monter, donc il resta en première division nationale.
- 2012-2013 : Le DHC Meeuwen finit dernier de la phase régulière de la première division nationale, le club accéda donc au Play-downs où il finit cinquième.

## Palmarès
Le tableau suivant récapitule les performances du Dames Handbal Club Meeuwen dans les diverses compétitions belges et européennes.
| Compétitions internationales                                                                                | Compétitions nationales |
| - Coupe EHF - Huitièmes de finale 1992-1993 - Coupe des vainqueurs de coupe - Seizièmes de finale 1995-1996 | - Division 1 (2) - Premier : 2001-2002, 2002-2003 - Coupe de Belgique (3) - Vainqueur : 1995, 2002, 2003 - Équipe Sportive du Limbourg (1) - Récompensé : 2002 - Division 2 (1) - Vainqueur : 1983-1984 - Promotion Limbourg. (1) - Vainqueur : 1980-1981 |

## Trophées individuels
Trophées individuels des joueurs du Dames Handbal Club Meeuwen
| Handballeuse de l'année                                              |
| - 2001 Irina Pusic - 2002 Stefanie Vanwingh - 2003 Stefanie Vanwingh |